# Hólmbert Friðjónsson
Hólmbert Aron Friðjónsson (ur. 19 kwietnia 1993 w Keflavíku) – islandzki piłkarz występujący na pozycji napastnika.

## Kariera klubowa
Jest wychowankiem HK Kópavogur. W pierwszej drużynie tego klubu zadebiutował w 2010 roku. W lipcu 2011 trafił do Fram. W listopadzie 2013 podpisał czteroletni kontrakt z Celtikiem obowiązujący od 1 stycznia 2014. We wrześniu 2014 został wypożyczony do Brøndby IF z opcją wykupienia piłkarza przez duński klub. W lipcu 2015 podpisał dwuipółletni kontrakt z Reykjavíkur. W pierwszym sezonie po powrocie na Islandię zdobył 3 bramki w 10 meczach, jednak w drugim roku nie zdobył już żadnej bramki i na sezon 2016 został wypożyczony do Stjarnan. Nowy klub zagwarantował sobie klauzulę wykupu zawodnika po sezonie z której skorzystał i 15 października 2016 roku Friðjónsson został piłkarzem Stjarnan na stałe.
Po bardzo dobrym sezonie 2017 w którym zdobył 11 bramek w 19 ligowych występach został wykupiony przez norweskie Aalesunds FK. Rosły napastnik wydatnie przyczynił się do powrotu drużyny do Eliteserien w sezonie 2019 zdobywając 6 bramek.
5 października 2020 roku został piłkarzem klubu Serie B - Brescia Calcio.

## Kariera reprezentacyjna
W reprezentacji U-17 rozegrał 4 mecze i strzelił 1 gola. W kadrze do lat 19 wystąpił w 6 spotkaniach i zdobył 2 gole, natomiast w reprezentacji U-21 zagrał w 10 meczach i strzelił 5 bramek. W seniorskiej kadrze zadebiutował 16 stycznia 2015 w wygranym 2:1 meczu z Kanadą, a pierwszego gola w reprezentacji strzelił trzy dni później w zremisowanym 1:1 spotkaniu z tym samym rywalem.